# Orphilus niger
Orphilus niger là một loài bọ cánh cứng trong họ Dermestidae. Loài này được Rossi miêu tả khoa học năm 1790.